# Njegova temna tvar
Njegova temna tvar, je trilogija fantazijskih romanov avtorja Philipa Pullmana. Spremlja odraščanje dveh otrok, Willa Parrya in Lyre Belacque, ko tavata po različnih med sabo vzporednih vesoljih. V zgodbi nastopajo nekatere pravljične osebe, kot so čarovnice in oklopni medvedi. Lyra se poda na pustolovščino, na kateri želi najti odgovor na vprašanje, kaj je prah. Na poti sreča Willa, ki postane nosec pretanjenega noža. Njen oče lord Asriel načrtuje veliki upor proti Avtoriteti (angelu, ki si pravi stvarnik) s tem pa tudi nebeškemu kraljestvu.

## Knjige
Trilogijo sestavljajo romani: 
- Severni sij (v izvirniku Northern Lights, 1995), v katerem se Lyra poda na sever, da bi rešila svojega prijatelja in ostale otroke. Med potjo se nauči uporabljati zlati kompas. Lord Asriel naredi prehod v drugi svet.
- Pretanjeni nož (The Subtle Knife, 1997) Lyra se za Asrielom odpravi v novi svet. Tam spozna Willa, ki postane nosec pretanjenega noža.
- Jantarni daljnogled (The Amber Spyglass, 2000) Lord Asriel zbira vojsko za upor Avtoriteti. Lyra in Will pa gresta v deželo mrtvih, kjer mrtve osvobodita večnega ujetništva.